# Сумаїла Уаттара
Сумаїла Уаттара (фр. Soumaïla Ouattara, нар. 4 липня 1995) — буркінійський футболіст, правий захисник клубу ФЮС (Рабат) та національної збірної Буркіна-Фасо.

## Клубна кар'єра
Розпочав грати у футбол на батьківщині у клубі «Бобо-Діуласо». У 2015 році він підписав контракт з івуарійським клубом СОА, а через рік повернувся в Буркіна-Фасо, ставши гравцем клубу клуб «Рахімо».
У 2017 році Уаттара перейшов до «Аякса» (Кейптаун) і дебютував за нову команду 5 січня 2018 року в грі чемпіонату проти «Маріцбург Юнайтед» (1:2), а через п'ятнадцять днів зіграв свою другу і останню гру за команду — проти «Кейптаун Сіті» (0:1). За підсумками сезону 2017/18 «Аякс» вилетів з вищого дивізіону, після чого влітку 2018 року Уаттара повернувся до свого колишнього клубу «Рахімо». З цією командою Сумаїла виграв чемпіонат і кубок країни в сезоні 2018/19.
5 лютого 2021 року Уаттара підписав контракт до 2024 року з марокканським клубом «Раджа Касабланка». Вартість трансферу склала 16 мільйонів франків КФА. 7 квітня 2021 року буркінієць дебютував за клуб в грі чемпіонату проти «Хассанії Агадір» (0:1). Загалом він провів 8 матчів до кінця сезону і став з командою віце-чемпіоном Марокко.
29 серпня 2021 року Уаттара підписав контракт з іншим марокканським клубом ФЮС (Рабат).

## Міжнародна кар'єра
4 вересня 2019 року Уаттара дебютував за національну збірну Буркіна-Фасо у товариському матчі проти Лівії (1:0).
На початку 2021 року брав участь у Чемпіонаті африканських націй в Камеруні, де зіграв у всіх трьох іграх, але його команда не вийшла з групи.
На початку 2022 року потрапив до заявки збірної на Кубок африканських націй у Камеруні.

## Досягнення
- Чемпіон Буркіна-Фасо: 2018/19[10]
- Володар Кубка Буркіна-Фасо: 2019[10]
- Володар Суперкубка Буркіна-Фасо: 2020